# Giovanni Battista De Andreis
Giovanni Battista De Andreis (Badalucco, 6 aprile 1938) è un pittore e incisore italiano.

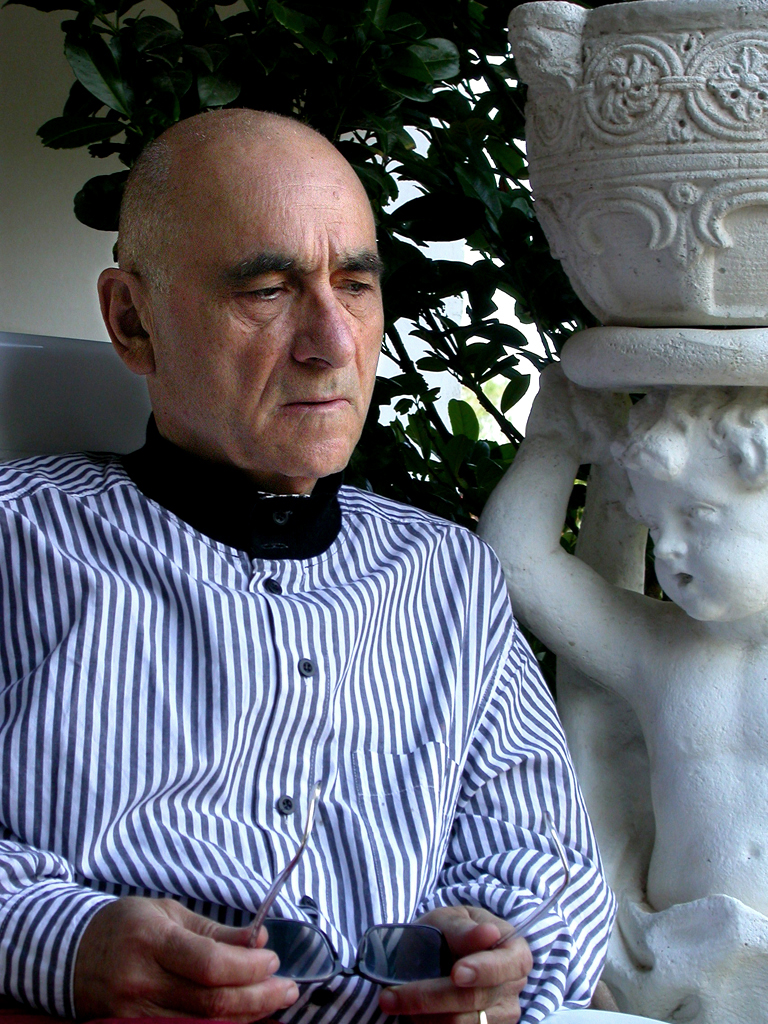
Giovanni Battista De Andreis

È stato definito da Maurice Henry uno dei più significativi artisti contemporanei.

## Biografia

### Gioventù
De Andreis nasce a Badalucco, in Liguria. Nel 1946 Dolores Ibarruri è ospite della famiglia, a Imperia. Nel 1953, su "Il lavoro nuovo" il primo apprezzamento del critico Cè Parodi Il comune di Imperia acquista dieci sue tavole raffiguranti episodi dell'Odissea e gli assegna una borsa di studio, grazie alla quale si iscrive al liceo artistico di Genova. Nel 1954 sua prima esposizione. Allievo privilegiato di Emilio Scanavino, si diploma nel 1957, con borsa di studio per il Politecnico di Milano quale migliore allievo dell'anno.

### Carriera artistica
Lungo la metà degli anni cinquanta, oltre a Emilio Scanavino, suo maestro, stringe amicizia con Aurelio Caminati, Giannetto Fieschi e Roberto Bertagnin. Nel 1955,  Il suo dipinto La sera, esposto a Palazzo Ducale di Genova, viene acquistato dallo storico Paolo Emilio Taviani (Taviani a Palazzo Ducale: Il Secolo XIX 20 settembre 1955).

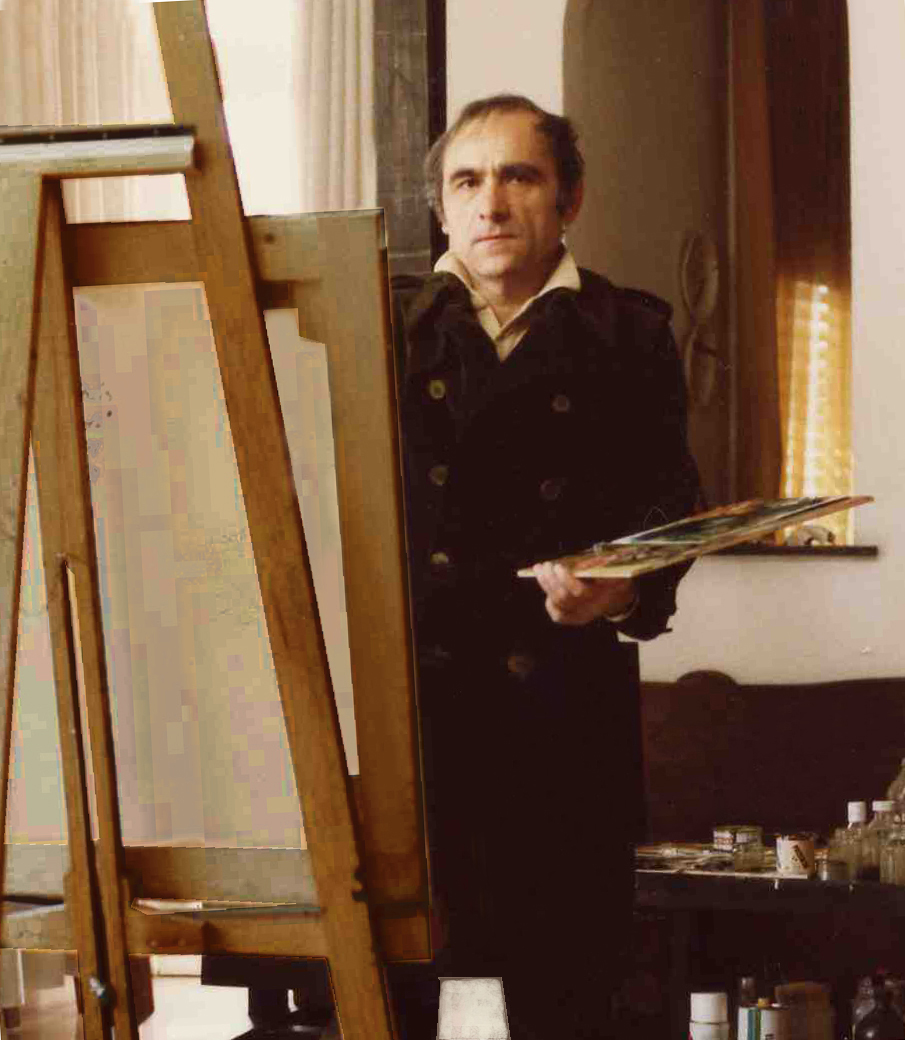
A 45 anni nello studio di Milano

Le prime opere - paesaggi e ritratti - sono dapprima debitrici a Cézanne e poi al post-cubismo e all'action painting. Nel 1956 vince a Cervo il premio "Pennello d'oro" da giuria presieduta da Francesco Menzio.
Nel 1958, appena diplomato, si trasferisce a Milano dove conosce, grazie a Scanavino, i maggiori artisti dell'avanguardia milanese: Fontana e il gruppo "spaziale". Con Bruno Munari e Giò Rossi  realizza Linea, film d'animazione per Snia Viscosa.
A partire dagli anni sessanta, De Andreis matura un proprio linguaggio ispirandosi al surrealismo, alla pittura metafisica, e ad autori dell'immaginario quali E. T. A. Hoffmann e J. Potocki, con scelte stilistiche secondo cui "compito dell'artista è di spostare in avanti i confini del vero pittorico."
Nel 1964, trasferito per un anno in Costa Azzurra a Cap Ferrat,  il ritratto di Clemens Spada Gemelli lo introduce nel collezionismo milanese. La prima mostra a Milano, nel 1966, accresce la sua notorietà, assieme a un succedersi di premi "La Notte 1967", e Premio "Panizza 1967", con giurie presiedute da Bruno Cassinari.
Seguono le esposizioni di Milano, Torino, Bruxelles e Amsterdam. La suite di acqueforti "Le Apparizioni" (1971) porta il suo nome a livello nazionale.
La partecipazione alle rassegne di Cracovia, Buenos Aires, Katowice e Milano, lo elegge «Artista Segnalato 1978» sul Bolaffi della Grafica. La sua opera Faustina dell'Inviolata, una suite di acqueforti di tema erotico, viene pubblicata da Playboy. Realizza l'acquaforte Tortura per "Coro" di Luciano Berio.
Dal 1984 al 1996 personali a Roma, Milano, Palermo, Catania, Monte Segale, Nardò, Imperia, Diano Castello. Aggiunte a quelle della Maison de la Culture Woluwé-Saint-Pierre di Bruxelles, Galleria Il Magnifico di Chianciano, (in coppia con Ibrahim Kodra), e Museo del Sannio di Benevento.
Nel 2005, per il 500º della morte di Cristoforo Colombo, il Comitato Nazionale per le Celebrazioni Colombiane gli commissiona un ritratto del navigatore. Opera realizzata anche all'acquaforte. Nel 2006 sposa Stefania Massaccesi, sua allieva e compagna dal 1990.
Nel 2008, Gli spostamenti dell'occhio 1968-2008, grande antologica al museo Villa Faravelli di Imperia, rassegna "Da Modigliani a Warhol a Loreto. Nel 2009 riceve a Genova il Premio Regionale Ligure 2009 alla carriera. Nel 2010 gli viene commessa l'acquaforte celebrativa del 50º Anniversario della Fondazione dell'Autostrada dei Fiori.

## Stile e critica
Ispirandosi alla pittura contemporanea e alla cultura europea, De Andreis trae la sua ispirazione da una vena umanista e classica. Spesso molto psicologici, i suoi dipinti sono "immersi in una specie di bagno galvanico, che riassume e giustifica una energia latente trascurata".
Riferendosi alle figure femminili tratte dai suoi dipinti, spesso torpide, sensuali, e con il volto di una bambina malmostosa, venne dichiarato che esse sembrano farsi dominatrici di un presente perenne mentre la loro immagine si prospetta alteramente sfuggente e sadicamente provocatoria mentre "scavando nelle più intime insondabilità dell'eterno femminino." Secondo lo stesso, il metodo stilistico di De Andreis lo rese il precursore di una "figuratività neomoderna, oltre l'avanguardia."

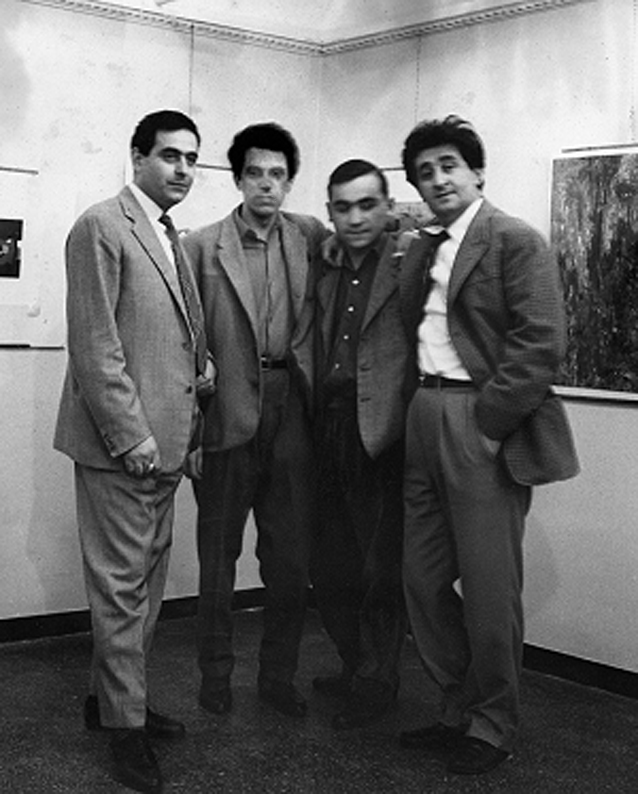
Emilio Scanavino, De Andreis, Aurelio Caminati e Plinio Mesciulam 1956 galleria San Matteo Genova

Scrive di lui lo storico e critico Elio Galasso:

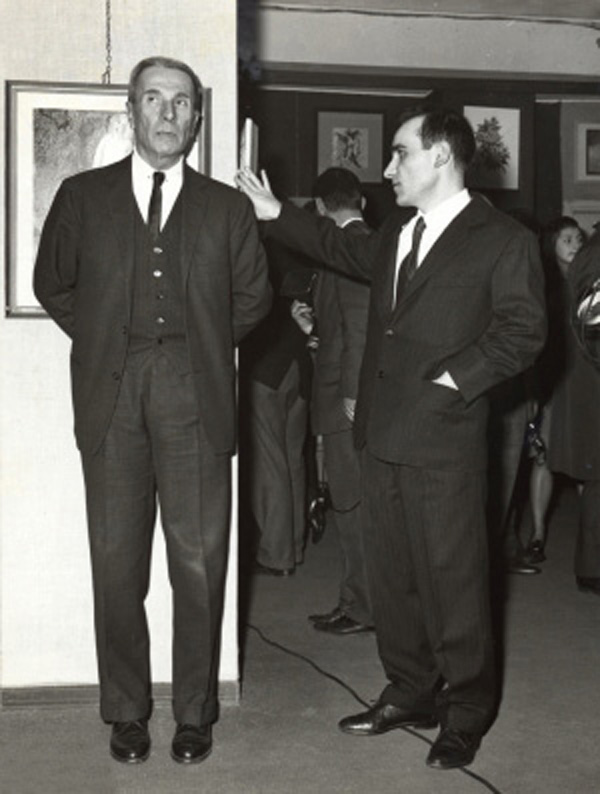
Con Dino Buzzati alla personale alla Cavour Milano 1968

(Elio Galasso)
Di De Andreis è stato scritto:
(Citazione tratta d un catalogo)
Scrive Raimond Lacroix (Bruxelles)
(Raimond Lacroix)
Riccardo Ceccarelli così scrive:

## Opere
- Paul McCartney, su giovannibattistadeandreis.com.
- Portrait of Willem De Kooning, su giovannibattistadeandreis.com.
- Cristoforo Colombo, su giovannibattistadeandreis.com.

## Bibliografia

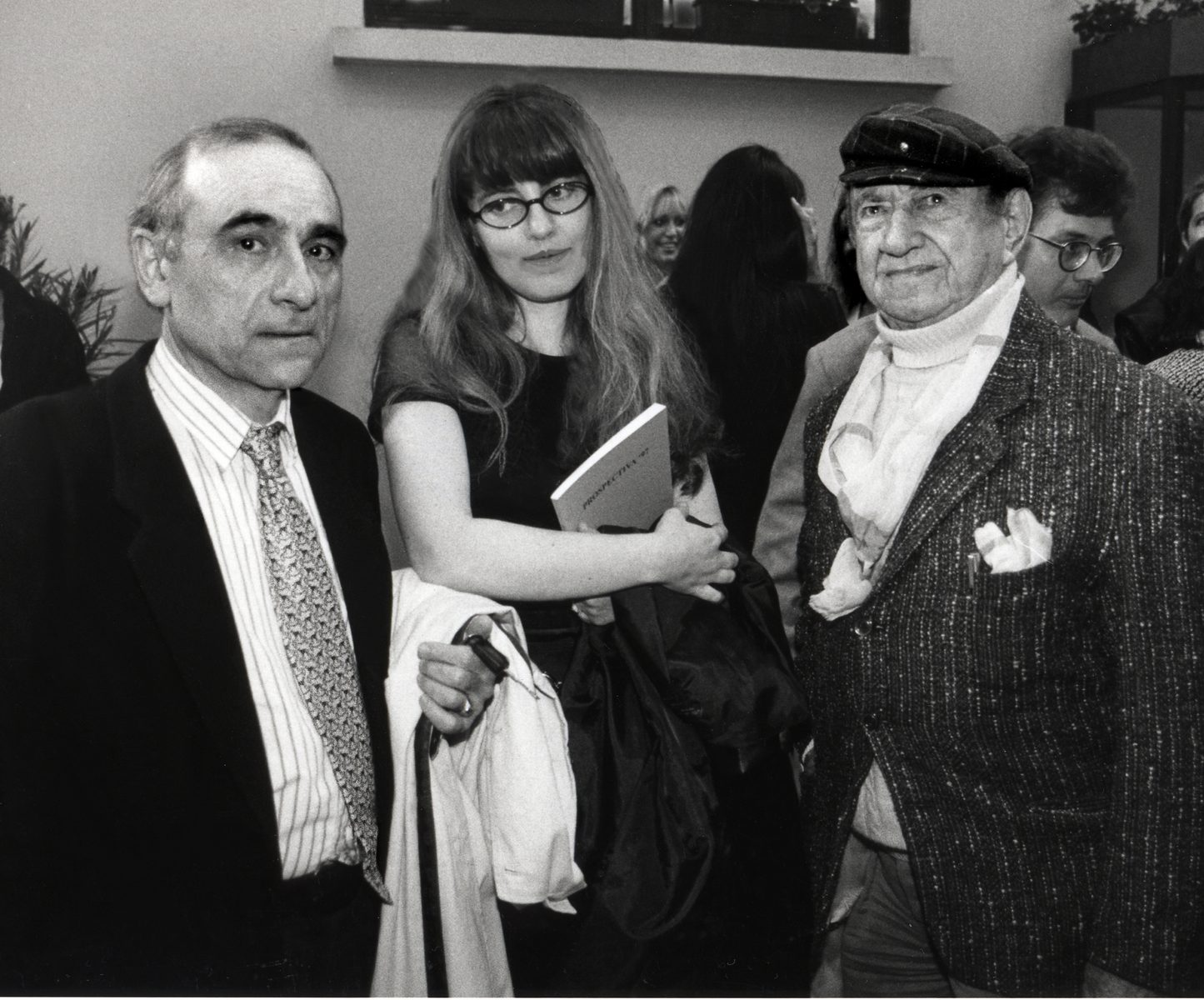
Con Stefania Massaccesi e Ibrahim Kodra, Milano 1992

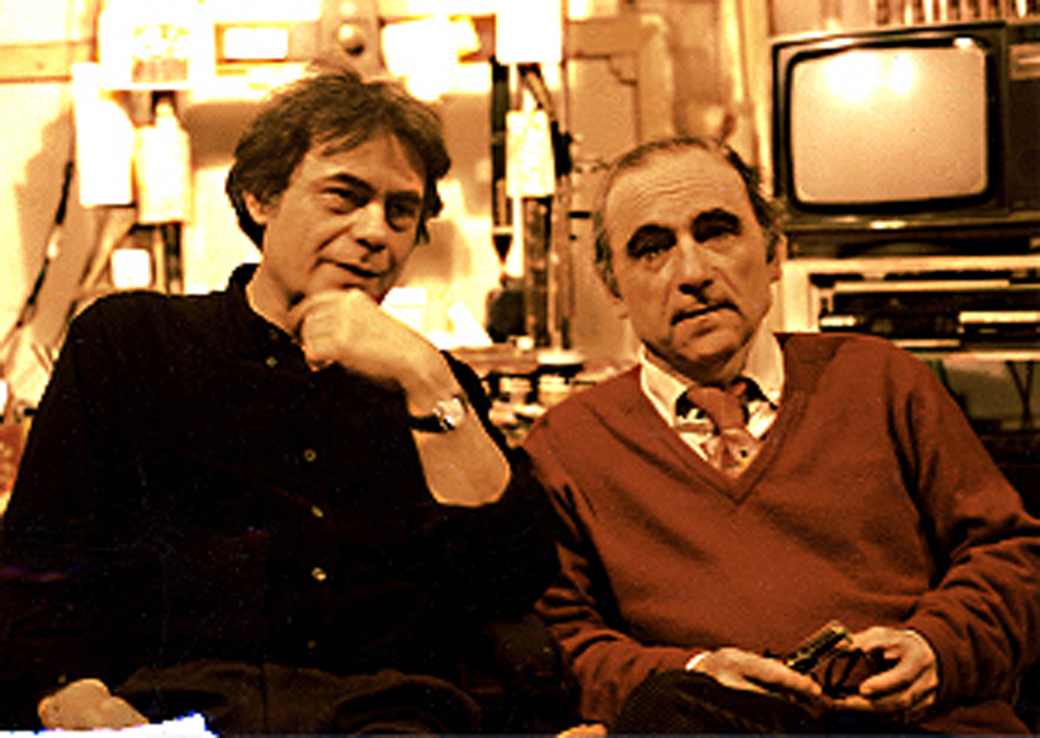
Nello studio di Franz Borghese, Roma 1998

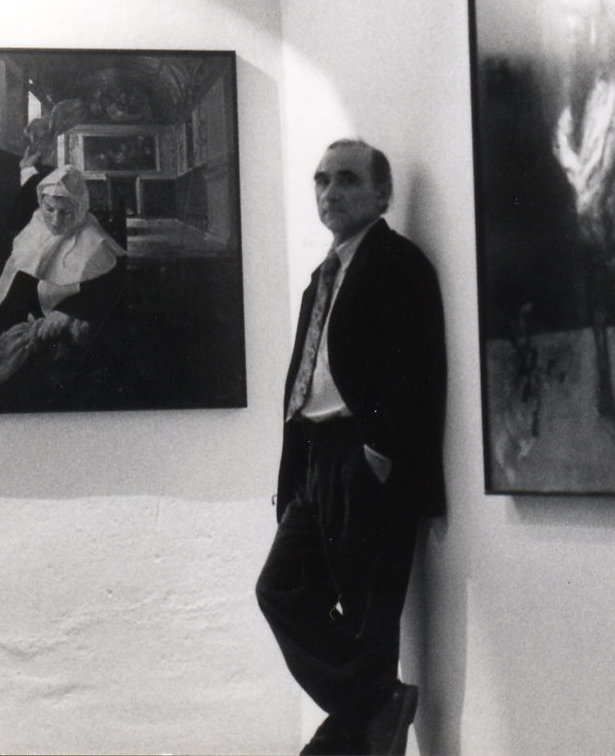
Al vernissage di Stefania Massaccesi, Bologna 1995

### Altre fonti
- IL LAVORO NUOVO, Genova, (con caricatura dell'Artista, di Cè Parodi) 22 luglio 1953.
- IL SECOLO XIX, Genova, "Espongono insieme un poeta e un pittore", agosto 1955.
- POPOLO LIGURE, Genova, "Pennello d'oro 1956".
- CORRIERE D'INFORMAZIONE, Milano, (Mario Lepore) 23 novembre 1966.
- LA NOTTE, Milano, 15 maggio - 20 maggio - 29 maggio – 20 giugno 1967 (La strana naturalista).
- CORRIERE DELLA SERA, Milano, Giovanni Battista De Andreis (Dino Buzzati), 23 aprile 1968.
- IL CORRIERE LOMBARDO, Milano. De Andreis alla Cavour (Pino Zanchi), 15 maggio 1968
- LA STAMPA, Torino, (Augusto Minucci) 19 giugno 1970.
- IL GIORNO, Milano, Donne enigmatiche, 12 maggio – e 15 maggio 1971.
- L'AVENIR DU TOURNAISIS, Tournai, 22 dicembre 1971
- SPECIAL, Bruxelles, 29 dicembre 1971.